# Cimicodes latata
Cimicodes latata är en fjärilsart som beskrevs av W. Warren 1904. Cimicodes latata ingår i släktet Cimicodes och familjen mätare. Inga underarter finns listade i Catalogue of Life.